# Lena (Wisconsin)
Lena é uma vila localizada no estado norte-americano de Wisconsin, no Condado de Oconto.

## Demografia
Segundo o censo norte-americano de 2000, a sua população era de 510 habitantes.
Em 2006, foi estimada uma população de 500, um decréscimo de 10 (-2.0%).

## Geografia
De acordo com o United States Census Bureau tem uma área de
2,3 km², dos quais 2,3 km² cobertos por terra e 0,0 km² cobertos por água. Lena localiza-se a aproximadamente 200 m acima do nível do mar.

## Localidades na vizinhança
O diagrama seguinte representa as localidades num raio de 24 km ao redor de Lena.